# 타실로 티르바흐

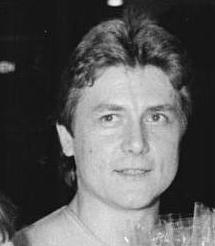

타실로 티르바흐(Tassilo Thierbach, 1956년 5월 21일 ~ 2025년 4월 19일)는 독일의 페어 스케이터였다. 파트너인 자비네 바에스와 함께 1982년 세계 챔피언에 올랐고, 두 번의 유럽 챔피언(1982년, 1983년)을 차지했다.

## 삶과 경력
바에스와 티르바흐는 카를-마르크스-슈타트(현 켐니츠)에서 이레네 잘츠만의 지도를 받았으며, SC 카를-마르크스-슈타트 클럽 소속이었다. 그들은 동독을 대표하여 세계 선수권과 유럽 선수권 대회에서 우승한 유일한 피겨 스케이팅 페어였다.
티르바흐는 총 다섯 명의 파트너와 함께 스케이트를 탔는다. 로미 케르머(1976년 롤프 외스터라이히와 함께 올림픽 은메달을 딴 선수), 안트예 헤크, 페트라 롱게, 실비아 발터, 그리고 마지막으로 자비네 바에스였다.
배스와 티르바흐는 1977년 유럽 선수권 대회에서 동메달을 획득하며 첫 우승을 거머쥐었고, 1979년에는 세계 선수권 대회에서 동메달을 획득하며 첫 메달을 목에 걸었다. 하지만 쇼트 프로그램에서의 실수로 1980년 레이크 플래시드 동계 올림픽에서는 메달 획득의 기회를 놓쳤고, 종합 5위에 그쳤다.
1982년에는 유럽 선수권 대회와 세계 선수권 대회에서 모두 우승을 차지하며 뛰어난 투구 실력과 꾸준한 경기력을 바탕으로 소련을 꺾었다. 1983년에는 유럽 선수권 대회 타이틀을 방어했지만, 그해 세계 선수권 대회에서 두 번의 클린 프로그램을 소화했음에도 불구하고 유럽 선수권 대회에서 꺾고 쇼트 프로그램 선두를 달리던 러시아 신예 엘레나 발로바와 올렉 바실리예프에게 패했다. 엘레나가 투구 도중 손을 내밀었기 때문에 많은 사람들에게 논란의 여지가 있는 결과였다.
1980년 그는 무릎 반월판 부상을 입었고, 수술이 필요했다. 이러한 이유로 배스와 티르바흐는 1981년 전국 선수권 대회와 유럽 선수권 대회에 출전하지 못했다. 그들은 사라예보 올림픽에서 4위를 차지했다.
1977년부터 1989년까지 그는 "게르하르트"라는 암호명으로 슈타지 정보원으로 활동했다.
티르바흐는 켐니츠에서 "Automaten Großaufstellung Tassilo Thierbach GmbH"라는 회사를 운영했다. 그는 또한 켐니츠에서 잉고 슈토이어와 함께 피겨 스케이팅 코치로 활동했다.